# Justice Society: World War II
Justice Society: World War II é um é um filme de animação estadunidense de 2021 de ação e ficção científica produzido pela Warner Bros. Animation em parceria com a DC Entertainment. O 41º lançamento da DC Universe Animated Original Movies e o segundo no arco narrativo conhecido como Tomorrowverse, o filme foi dirigido por Jeff Wamester e conta com as vozes de Stana Katic, Matt Bomer, Darren Criss, Chris Diamantopoulos e Keith Ferguson.
Com um enredo original, o filme narra os eventos que levam Flash a encontrar um portal de volta a Segunda Guerra Mundial, onde o herói se une à Sociedade da Justiça para derrotar os nazistas que são liderados secretamente por Pirata Psíquico.

## Enredo
Na Segunda Guerra Mundial, a Alemanha Nazista segue invadindo a maior parte da Europa enquanto Adolf Hitler busca artefatos mágicos. O Coronel Steve Trevor pede ao Presidente Franklin D. Roosevelt que forme uma equipe de super-humanos para combater os nazistas. A Sociedade da Justiça da América é formada com a ajuda de Canário Negro, Gavião Negro, Homem-Hora, Flash e Mulher Maravilha.
No presente, Barry Allen e Iris West fazem um piquenique em Metropolis para esquecer a rotina de trabalho. Mas, o encontro é interrompido por um embate entre Superman e Brainiac. Flash tenta pegar uma bala de kryptonita disparada por Brainiac, mas corre tanto a ponto de canalizar a Força de Aceleração pela primeira vez e entrar num portal do tempo. Guiado pela voz de Doutor Destino, Flash chega ao que ele acredita ser o passado durante uma batalha entre a Sociedade da Justiça da América e os nazistas. Depois de um certo embate, os heróis liderados pela Mulher Maravilha percebem que Allen é um aliado vindo do futuro. 